# Terebellides jitu
Terebellides jitu är en ringmaskart som beskrevs av Schüller och Anne D. Hutchings 20. Terebellides jitu ingår i släktet Terebellides och familjen Trichobranchidae. Inga underarter finns listade i Catalogue of Life.